# Петро Дондерс
Блаженний Петро Дондерс, ЧНІ (англ. Peter Donders; 27 жовтня 1809, Тілбург (Голландія) — 14 січня 1887, Батавія Суринам) — блаженний католицької церкви. Все життя провів при місії в лепрозорію в Батавії, Суринам. Обряд беатифікації провів Папа Йоан Павло II 23 травня 1982 року.

## Життєпис
Петро Дондерс народився 27 жовтня 1809 року в Тільбургу (Голландія), у подружжя Арнольда Дениса Дондерса та Петронелли ван ден Брекель. Оскільки подружжя було бідне, то не могло забезпечити синам доброї освіти. Обидва хлопці мусили працювати, щоб прогодувати сім'ю. З юних років Петро мріяв стати священником.
За сприяння священників своєї парохії у 22-річному віці розпочав навчання у нижчій семінарії.
5 червня 1841 року був висвячений на священника.
Ще під час богословських студій настоятелі семінарії відправили Петра Дондерса до праці в місіях датської колонії Суринам.
16 вересня 1842 року прибув до столиці колонії Парамарибо і відразу віддав себе пасторальній праці, яку вже не покине до самої смерті. Серед його перших обов'язків були регулярні відвідини плантацій, розташованих вздовж рік колонії. Там він проповідував і відправляв Святі Тайни, в основному для рабів. Листи Петра Дондерса сповнені обурення з приводу жорстокого ставлення до африканського народу, змушеного тяжко працювати на плантаціях.
У 1856 року о. Дондерса послали до лепрозорію в Батавії, і саме це місце стало полем його трудів до кінця життя. У своїй любові о. Петро Дондерс не тільки обдаровував своїх підопічних релігійними благами, але й особисто доглядав за ними, аж поки йому вдалося переконати місцеву владу забезпечити хворим належний догляд. Завдяки старанням о. Дондерса становище хворих на проказу вдалося багато в чому покращити.
Коли в 1866 році прибули редемптористи, щоб очолити суринамську місію, о. Дондерс і один з його колег-священників подали прохання про вступ до згромадження. Обидва кандидати пройшли новіціат під проводом Апостольського вікарія єпископа Йоана Баптиста Вінкельса.
24 червня 1867 року склав чернечі обіти. Відразу після цього о. Дондерс повернувся до Батавії.
Береться за місію євангелизації суринамських корінних жителів. Він продовжував цю справу, раніше занедбану через нестачу людей, які за неї могли б узятися, майже до кінця свого життя. О. Дондерс вивчив мови і навчав їх правд християнської віри, аж поки його не полишили сили і він був змушений залишити іншим те, що почав.
У 1883 році Апостольський вікарій, бажаючи полегшити о. Дондерсові ту ношу, яку він так довго й витривало ніс, перевів його до Парамарибо і пізніше до Короні, але о. Петро повернувся до Батавії у 1885 році й продовжував свою попередню працю, аж поки ослабле здоров'я остаточно не прикувало його до ліжка у грудні 1886 року. О. Дондерс боровся зі смертю два тижні, але 14 січня 1887 року відійшов. Слава пройого святість розійшлася далеко за межі Суринаму й Голландії.

## Вшанування

### Беатифікація
23 травня 1982 року Папа Йоан Павло II беатифікував о. Петра Дондерса.

### Музеї

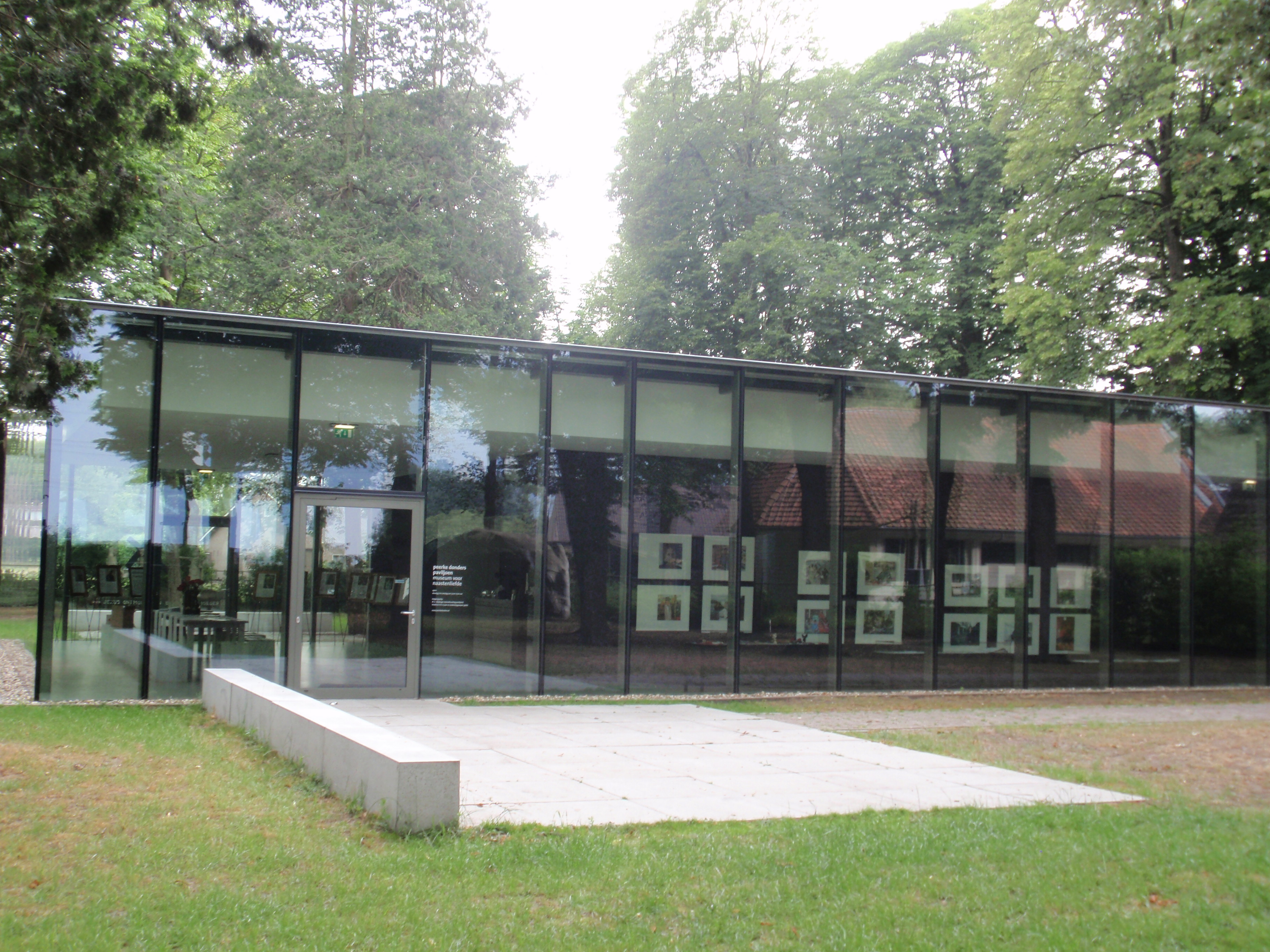
Новий павільйон музею Петра Дондерса в Тілбургу

#### Скульптура

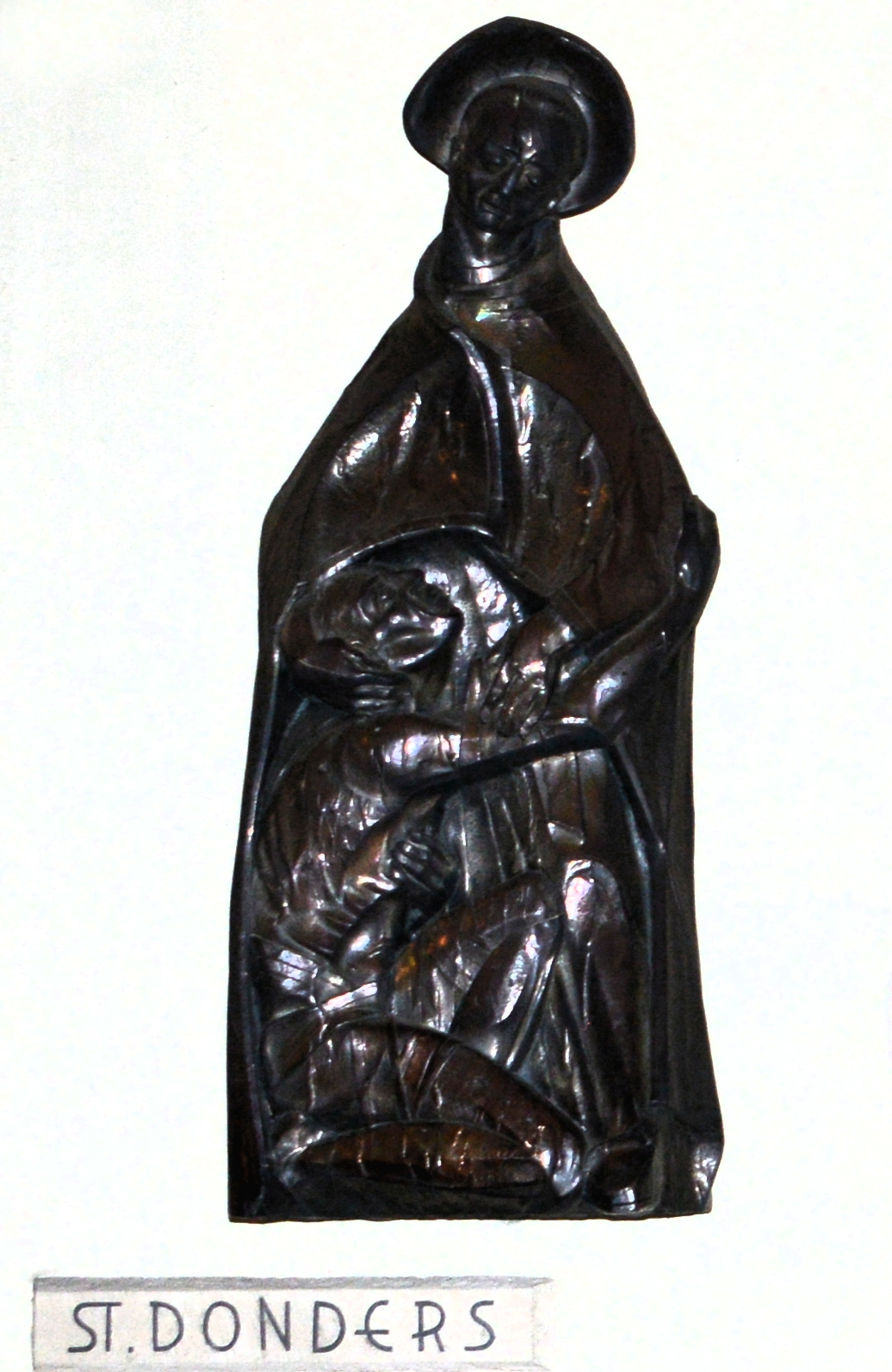
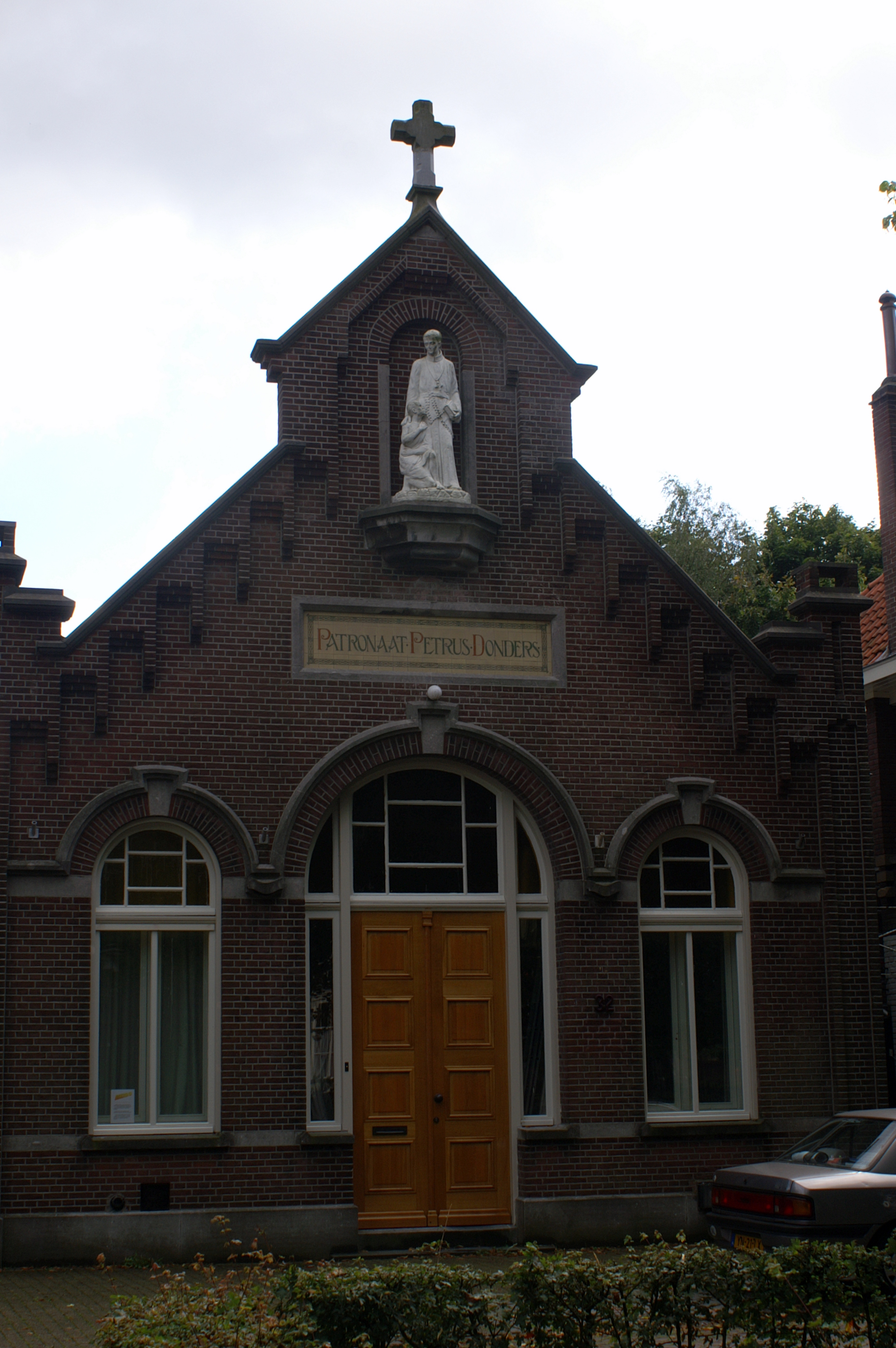
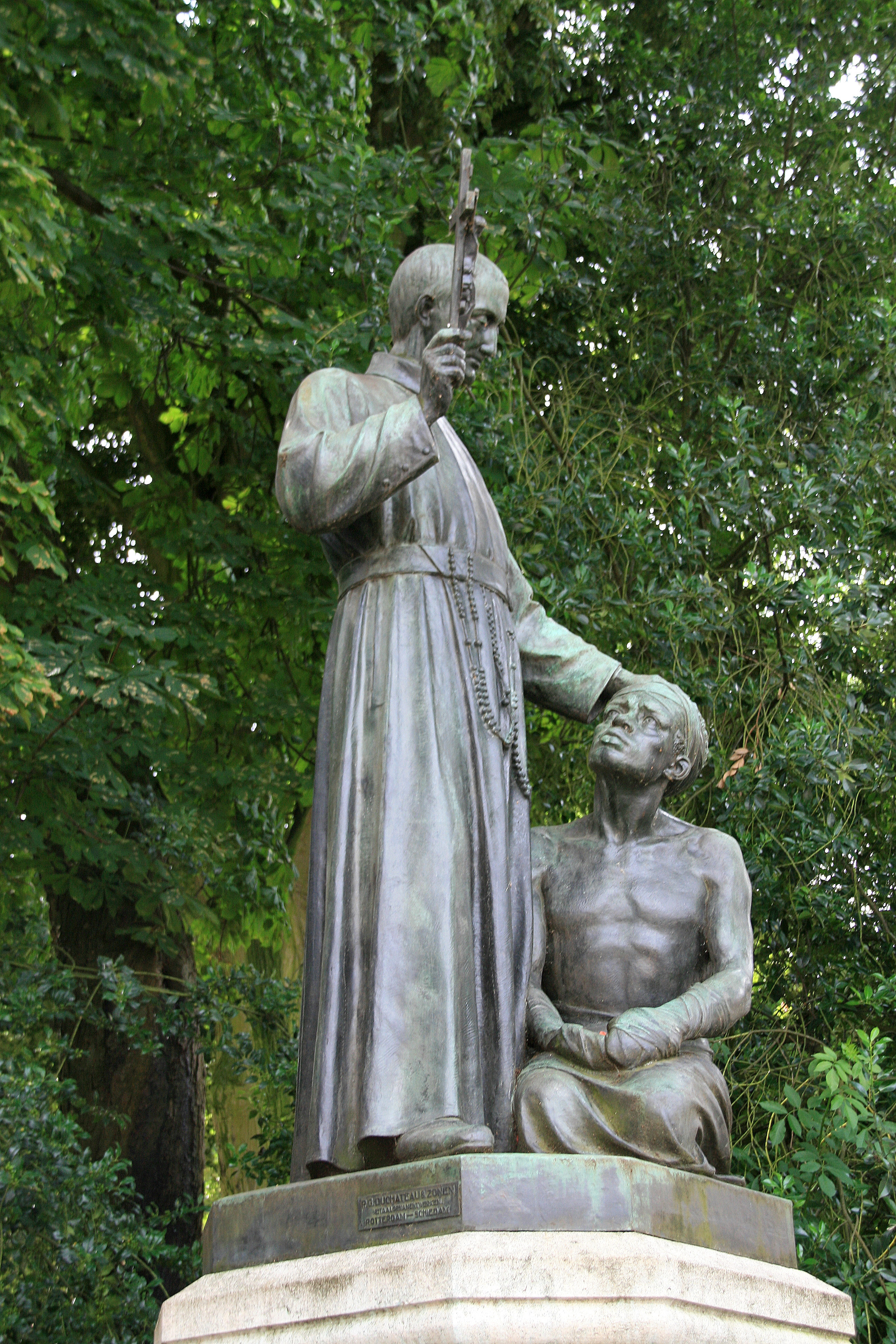

#### Вітражі

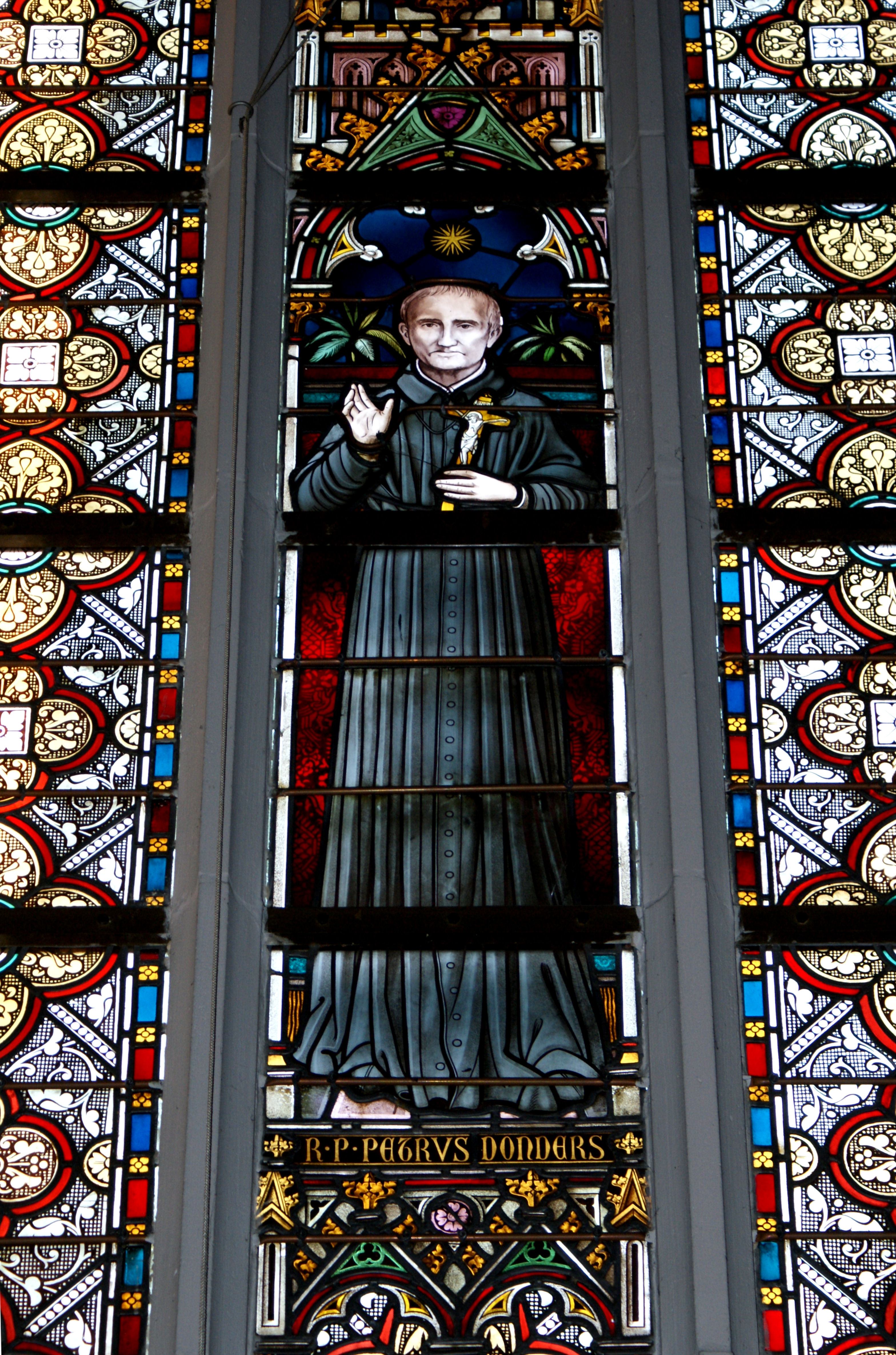